# Houffalize
Houffalize là một đô thị của Bỉ. Đô thị này nằm ở tỉnh Luxembourg, vùng Wallonie.
Ngày 1 tháng 1 năm 2007, đô thị này có diện tích 166,58 km², dân số 4.802 dân với mật độ dân số 28.8 người trên mỗi km².